# Spike Chunsoft
Spike Chunsoft Co., Ltd. (株式会社スパイク・チュンソフト, Kabushikigaisha Supaiku Chunsofuto) é uma empresa japonesa de desenvolvimento de jogos eletrônicos. A empresa é o resultado de uma fusão entre a Spike e a Chunsoft e é de propriedade da Kadokawa Corporation.

## História
As empresas Chunsoft fundada por Koichi Nakamura em 1984 e a Spike fundada em 1989, ambas subsidiarias da Dwango, foram fundidas em 2012 resultando na Spike Chunsoft.
Em 2017 na cidade de Long Beach, California, foi estabelecido a filial norte americana da Spike Chunsoft, servindo para localizar seus jogos e da empresa irmã MAGES./5pb.

## Trabalhos

### Jogos eletrônicos
| Nome                                                                     | Plataforma | Desenvolvedora                   | Publicadora                  | Data de Lançamento                                                                                                  | Fonte                |
| ------------------------------------------------------------------------ | --- | -------------------------------- | ---------------------------- | --- | -------------------- |
| Conception: Ore no Kodomo o Undekure!                                    | Playstation Portable | Chime                            | Spike Chunsoft               | 26 de abril de 2012 (JP)                                                                                            | [ 6 ]                |
| Kenka Bancho Bros: Tokyo Battle Royale                                   | Playstation Portable | Bullets                          | Spike Chunsoft               | 21 de junho de 2012 (JP)                                                                                            | [ 7 ]                |
| Danganronpa 2: Goodbye Despair                                           | Playstation Portable, Playstation Vita, Playstation 4, Xbox One, Xbox Series X/S, Nintendo Switch, iOS, Android, Windows, MacOS, Linux | Spike Chunsoft                   | Spike Chunsoft NIS America   | 12 de julho de 2012 (JP) 2 de setembro de 2014 (AN)                                                                 | [ 8 ]                |
| Danganronpa: Trigger Happy Havoc                                         | iOS, Android, Windows, macOS, Linux, Playstation Vita, Playstation 4, Nintendo Switch, Xbox One                                        | Spike Spike Chunsoft             | Spike Chunsoft NIS America   | 20 de agosto de 2012 (WW)                                                                                           | [ 9 ]                |
| Hunter x Hunter: Wonder Adventure                                        | Playstation Portable | Spike Chunsoft                   | Bandai Namco Games           | 20 de setembro de 2012 (JP)                                                                                         | [ 10 ] [ 11 ]        |
| Dragon Ball Z: For Kinect                                                | Xbox 360 | Spike Spike Chunsoft             | Bandai Namco Games           | 25 de setembro de 2012 (JP) 9 de outubro de 2012 (AN)                                                               | [ 12 ]               |
| Fushigi no Dungeon: Fuurai no Shiren 4 ~Kami no Hitomi to Akuma no Heso~ | Playstation Portable | Chunsoft Spike Chunsoft          | Spike Chunsoft               | 18 de outubro de 2012 (JP)                                                                                          | [ 13 ]               |
| Pokémon Mistery Dungeon: Gates to Infinity                               | Nintendo 3DS | Spike Chunsoft                   | Nintendo The Pokémon Company | 23 de novembro de 2012 (JP) 24 de março de 2013 (AN)                                                                | [ 14 ] [ 15 ]        |
| Heroes Vs.                                                               | Playstation Portable | Spike Chunsoft                   | Bandai Namco Games           | 7 de fevereiro de 2013 (JP)                                                                                         | [ 16 ]               |
| 428: Shibuya Scramble                                                    | Android, Windows, Playstation 4 | Chunsoft Spike Chunsoft          | Spike Chunsoft               | 1 de março de 2013 (JP) 5 de setembro de 2018 (WW)                                                                  | [ 17 ]               |
| Banshee's Last Cry                                                       | iOS | Chunsoft Spike Chunsoft          | Spike Chunsoft Akys Games    | 25 de abril de 2013 (JP) 24 de janeiro de 2014 (WW)                                                                 | [ 18 ]               |
| StreetPass Warrior's Way                                                 | Nintendo 3DS | Spike Chunsoft                   | Nintendo                     | 18 de junho de 2013                                                                                                 | [ 19 ]               |
| Conception II: Children of the Seven Stars                               | Nintendo 3DS, Playstation Vita, Windows                                                                                                | Spike Chunsoft Chime             | Spike Chunsoft Atlus         | 22 de agosto de 2013 (JP) 15 de abril 2014 (AN)                                                                     | [ 20 ] [ 21 ] [ 22 ] |
| Attack on Titan: Humanity in Chains                                      | Nintendo 3DS | Spike Chunsoft                   | Atlus                        | 5 de dezembro de 2013 (JP) 12 de maio de 2015 (AN)                                                                  | [ 23 ] [ 24 ] [ 25 ] |
| Fossil Fighters: Frontier                                                | Nintendo 3DS | Spike Chunsoft                   | Nintendo                     | 27 de fevereiro de 2014 (JP) 20 de março de 2015 (NA)                                                               | [ 26 ] [ 27 ]        |
| J-STARS Victory VS                                                       | Playstation 3, Playstation 4, Playstation Vita                                                                                         | Spike Chunsoft                   | Bandai Namco Games           | 19 de março de 2014 (JP) 30 de junho de 2015 (NA)                                                                   | [ 28 ] [ 29 ]        |
| Sekai Seifuku: Costume Fes.                                              | Playstation Vita | Spike Chunsoft                   | Spike Chunsoft               | 23 de julho de 2014 (JP)                                                                                            | [ 30 ]               |
| Danganronpa Another Episode: Ultra Despair Girls                         | Playstation Vita, Playstation 4, Windows                                                                                               | Spike Chunsoft                   | Spike Chunso NIS America     | 25 de setembro de 2014 (JP) 1 de setembro de 2015 (NA)                                                              | [ 31 ]               |
| Danganronpa: Unlimited Battle                                            | iOS, Android | Spike Chunsoft                   | Spike Chunsoft               | 7 de janeiro de 2015 (JP)                                                                                           | [ 32 ]               |
| Kenka Bancho 6: Soul & Blood                                             | Nintendo 3DS | Studio Zan                       | Spike Chunsoft               | 15 de janeiro de 2015 (JP)                                                                                          | [ 33 ]               |
| Ukiyo no Shishi                                                          | Playstation 3 | Spike Chunsoft                   | Spike Chunsoft               | 29 de janeiro de 2015 (JP)                                                                                          | [ 34 ]               |
| Ukiyo no Roushi                                                          | Playstation Vita | Spike Chunsoft                   | Spike Chunsoft               | 11 de fevereiro de 2015 (JP)                                                                                        | [ 35 ]               |
| Etrian Mystery Dungeon                                                   | Nintendo 3DS | Spike Chunsoft                   | Atlus                        | 5 de março de 2015 (JP) 7 de abril de 2015 (AN)                                                                     | [ 36 ]               |
| Shiren the Wanderer: The Tower of Fortune and the Dice of Fate           | Playstation Vita, Nintendo Switch, Windows, iOS, Android                                                                               | Chunsoft Spike Chunsoft          | Spike Chunsoft               | 4 de junho de 2015 (JP) 26 de julho de 2016 (NA)                                                                    | [ 37 ] [ 38 ]        |
| Mystery Chronicle: One Way Heroics                                       | Playstation 4, Playstation Vita, Windows                                                                                               | Spike Chunsoft                   | Spike Chunsoft               | 30 de julho de 2015 (JP) 12 de setembro de 2016 (NA)                                                                | [ 39 ] [ 40 ]        |
| Pokémon Super Mistery Dungeon                                            | Nintendo 3DS | Spike Chunsoft                   | Nintendo The Pokémon Company | 17 de setembro de 2015 (JP) 20 de novembro de 2015 (NA)                                                             | [ 41 ] [ 42 ]        |
| Grand Kingdom                                                            | Playstation 4, Playstation Vita | Monochrome Corporation           | Spike Chunsoft NIS America   | 19 de novembro de 2015 (JP) 28 de junho de 2016 (NA)                                                                | [ 43 ] [ 44 ]        |
| Exist Archive: The Other Side of the Sky                                 | Playstation 4, Playstation Vita | Spike Chunsoft                   | Spike Chunsoft               | 17 de dezembro de 2015 (JP) 18 de outubro de 2016 (WW)                                                              | [ 45 ] [ 46 ]        |
| Mario & Sonic at the Rio 2016 Olympic Games                              | Nintendo 3DS, Nintendo Wii U, Arcade                                                                                                   | Arzest Sega Games Spike Chunsoft | Nintendo Sega                | 3DS: 18 de fevereiro de 2016 (JP) 18 de março de 2016 (AN) Wii U: 23 de junho de 2016 (JP) 24 de junho de 2016 (AN) | [ 47 ] [ 48 ] [ 49 ] |
| One Piece: Burning Blood                                                 | Playstation 4, Playstation Vita, Xbox One, Windows                                                                                     | Spike Chunsoft                   | Bandai Namco Games           | 21 de abril de 2016 (JP) 31 de maio de 2016 (AN)                                                                    | [ 50 ] [ 51 ]        |
| Zero Escape: Zero Time Dilemma                                           | Nintendo 3DS, Playstation Vita, Windows, Playstation 4, Xbox One                                                                       | Spike Chunsoft                   | Spike Chunsoft               | 28 de junho de 2016 (AN) 30 de junho de 2016 (WW)                                                                   | [ 52 ] [ 53 ]        |
| Cyber Danganronpa VR The Class Trial                                     | Playstation 4 | Spike Chunsoft                   | Spike Chunsoft NIS America   | 13 de outubro de 2016 (JP) 7 de março de 2017 (NA)                                                                  | [ 54 ]               |
| Kigiri Sou                                                               | Windows, macOS | Spike Chunsoft                   | Spike Chunsoft               | 25 de novembro de 2016 (JP)                                                                                         | [ 55 ]               |
| Danganronpa V3: Killing Harmony                                          | Playstation Vita, Playstation 4, Windows, iOS, Xbox One, Nintendo Switch                                                               | Spike Chunsoft                   | Spike Chunsoft               | 12 de janeiro de 2017 (JP) 26 de setembro de 2017 (AN/WW)                                                           | [ 56 ] [ 57 ]        |
| Kamaitachi no Yoru: Rinne Saisei                                         | Playstation Vita, Windows | 5pb Regista Spike Chunsoft       | 5pb                          | 16 de fevereiro de 2017 (JP)                                                                                        | [ 58 ]               |
| Zero Escape: The Nonary Games                                            | Playstation Vita, Playstation 4, Xbox One, Xbox Series X/S, Windows                                                                    | Spike Chunsoft                   | Spike Chunsoft Aksys Games   | 24 de março de 2017 (WW)                                                                                            | [ 59 ]               |
| Fire Pro Wrestling World                                                 | Windows, Playstation 4 | Zex Corporation                  | Spike Chunsoft               | 11 de julho de 2017 (WW)                                                                                            | [ 60 ]               |
| Sekaiju to Fushigi no Dungeon 2                                          | Nintendo 3DS | Spike Chunsoft                   | Atlus                        | 31 de agosto de 2017 (JP)                                                                                           | [ 61 ]               |
| Attack on Titan 2: Mirai no Zahyou                                       | Nintendo 3DS | Spike Chunsoft                   | Spike Chunsoft               | 30 de novembro de 2017 (JP)                                                                                         | [ 62 ]               |
| One Piece: Grand Cruise                                                  | Playstation 4 | Spike Chunsoft                   | Spike Chunsoft               | 22 de maio de 2018 (WW)                                                                                             | [ 63 ]               |
| Zanki Zero: Last Beginning                                               | Playstation Vita, Playstation 4, Windows                                                                                               | Lancarse Spike Chunsoft          | Spike Chunsoft               | 5 de julho de 2018 (WW)                                                                                             | [ 64 ]               |
| Seikimatsu Days: Our Era's End                                           | Android, iOS | DeNA                             | Spike Chunsoft               | 31 de julho de 2018 (JP)                                                                                            | [ 65 ]               |
| Jump Force                                                               | Playstation 4, Xbox One, Nintendo Switch, Windows                                                                                      | Spike Chunsoft                   | Bandai Namco Games           | 15 de fevereiro de 2019 (WW)                                                                                        | [ 66 ]               |
| Kenka Banchou Otome 2nd Rumble!!                                         | Playstation Vita | Red Entertainment                | Spike Chunsoft               | 14 de março de 2019 (JP)                                                                                            | [ 67 ]               |
| AI: The Somnium Files                                                    | Nintendo Switch, Playstation 4, Windows, Xbox One                                                                                      | Spike Chunsoft                   | Spike Chunsoft               | 17 de setembro de 2019 (NA) 19 de setembro de 2019 (JP)                                                             | [ 68 ] [ 69 ]        |
| ONE PUNCH MAN: A HERO NOBODY KNOWS                                       | Playstation 4, Xbox One, Windows | Spike Chunsoft                   | Bandai Namco Games           | 28 de fevereiro de 2020 (WW)                                                                                        | [ 70 ]               |
| Pokémon Mystery Dungeon: Rescue Team DX                                  | Nintendo Switch | Spike Chunsoft                   | Nintendo The Pokémon Company | 6 de março de 2020 (WW)                                                                                             | [ 71 ] [ 72 ]        |
| Re:ZERO -Starting Life in Another World- The Prophecy of the Throne      | Nintendo Switch, Playstation 4, Windows                                                                                                | Chime                            | Spike Chunsoft               | 28 de janeiro de 2021 (JP) 29 de janeiro de 2021 (AN)                                                               | [ 73 ]               |
| Danganronpa S: Ultimate Summer Camp                                      | Windows, iOS, Android, Playstation 4, Nintendo Switch                                                                                  | Spike Chunsoft                   | Spike Chunsoft               | 4 de novembro de 2021 (JP) 3 de dezembro de 2021 (WW)                                                               | [ 74 ] [ 75 ]        |
| The Quintessential Quintuplets – Five Memories Spent With You            | Nintendo Switch, Playstation 4, Windows                                                                                                | MAGES.                           | Spike Chunsoft               | 2 de junho de 2022 (JP) 23 de maio de 2024 (WW)                                                                     | [ 76 ] [ 77 ]        |
| AI: The Somnium Files - Nirvana Initiative                               | Nintendo Switch, Playstation 4, Windows, Xbox One                                                                                      | Spike Chunsoft                   | Spike Chunsoft               | 23 de junho de 2022 (JP) 24 de junho de 2022 (NA)                                                                   | [ 78 ] [ 79 ]        |
| MADE IN ABYSS: Binary Star Falling into Darkness                         | Nintendo Switch, Playstation 4, Windows                                                                                                | Chime                            | Spike Chunsoft               | 1 de setembro de 2022 (JP) 2 de setembro de 2022 (WW)                                                               | [ 80 ] [ 81 ]        |
| Master Detective Archives: Rain Code                                     | Nintendo Switch, Playstation 5, Xbox Series X/S, Windows                                                                               | Too Kyo Games Spike Chunsoft     | Spike Chunsoft               | 30 de junho de 2023 (WW)                                                                                            | [ 82 ]               |
| Shiren the Wanderer: The Mystery Dungeon of Serpentcoil Island           | Nintendo Switch | Spike Chunsoft                   | Spike Chunsoft               | 25 de janeiro de 2024 (JP) 27 de fevereiro de 2024 (WW)                                                             | [ 83 ] [ 84 ]        |
| The Quintessential Quintuplets – Memories of a Quintessential Summer     | Nintendo Switch, Playstation 4, Windows                                                                                                | MAGES.                           | Spike Chunsoft               | 23 de maio de 2024 (WW)                                                                                             | [ 77 ] [ 85 ]        |
| Natsu-Mon: 20th Century Summer Kid                                       | Nintendo Switch, Windows | TOYBOX Inc. Millennium Kitchen   | Spike Chunsoft               | 6 de agosto de 2024 (WW)                                                                                            | [ 86 ]               |
| Kamaitachi no Yoru x3                                                    | Nintendo Switch, Playstation 4, Windows                                                                                                | Spike Chunsoft                   | Spike Chunsoft               | 19 de setembro de 2024 (JP)                                                                                         | [ 87 ]               |
| Dragon Ball: Sparking! Zero                                              | Playstation 5, Xbox Series X/S, Windows                                                                                                | Spike Chunsoft                   | Bandai Namco Games           | 10 de outubro de 2024 (JP) 11 de outubro de 2024 (WW)                                                               | [ 88 ] [ 89 ]        |